# Ermita Sant Quirc (Durro)

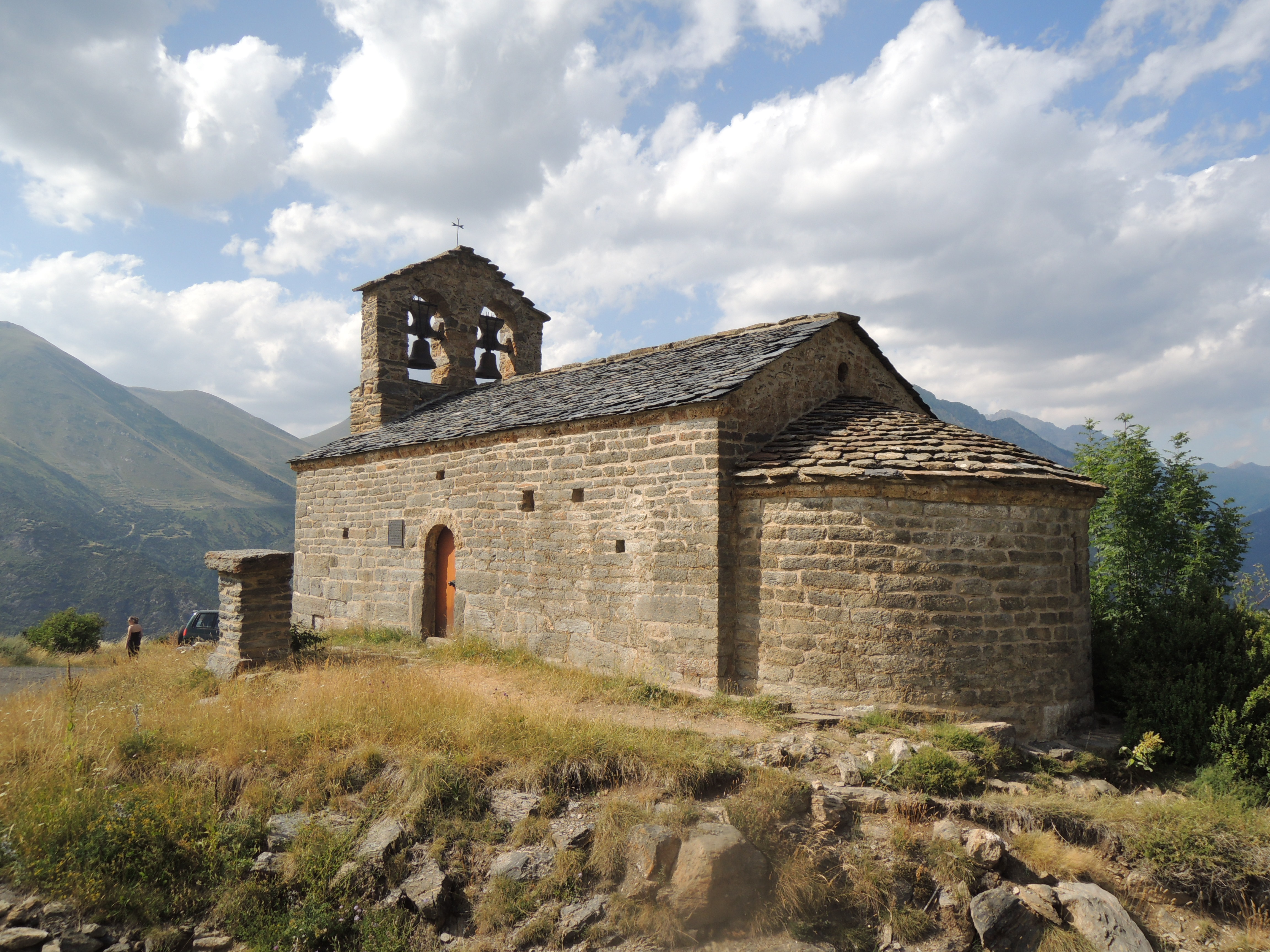
Ermita Sant Quirc

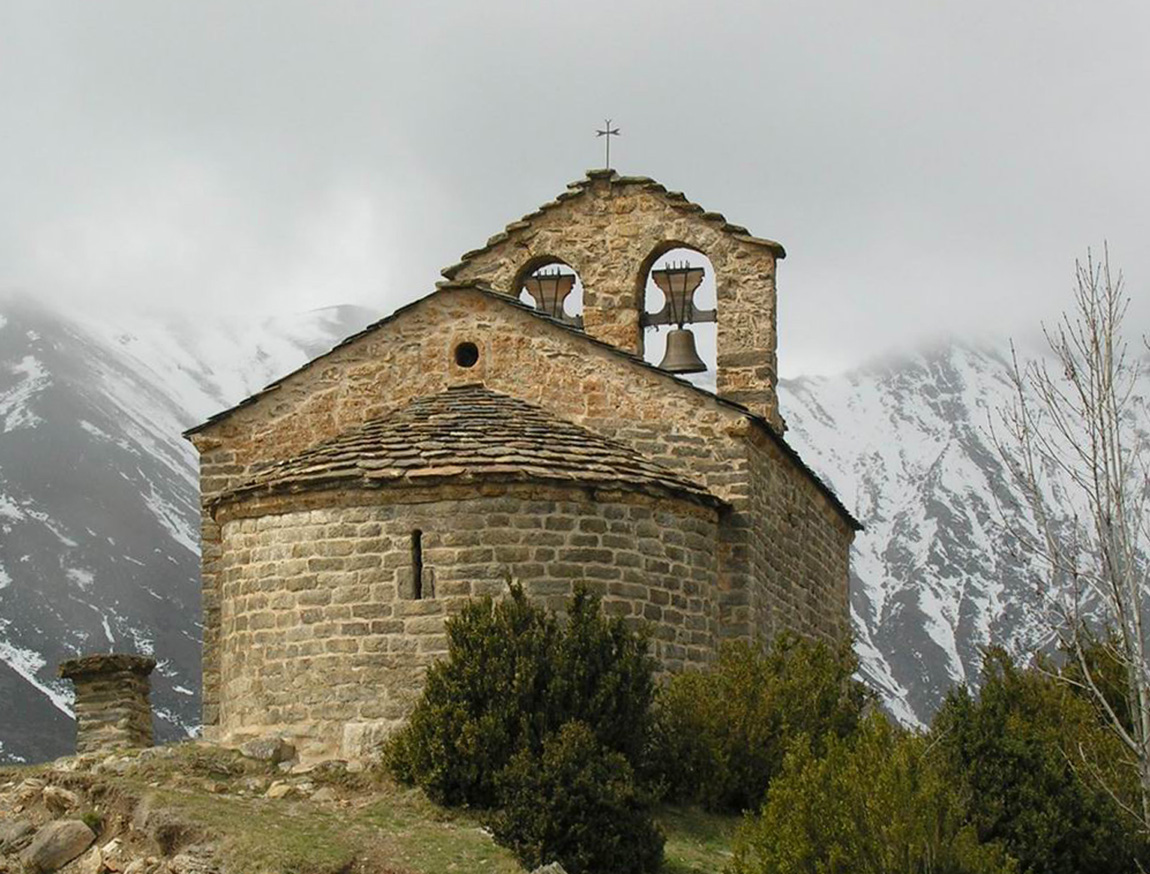
Ansicht von Osten

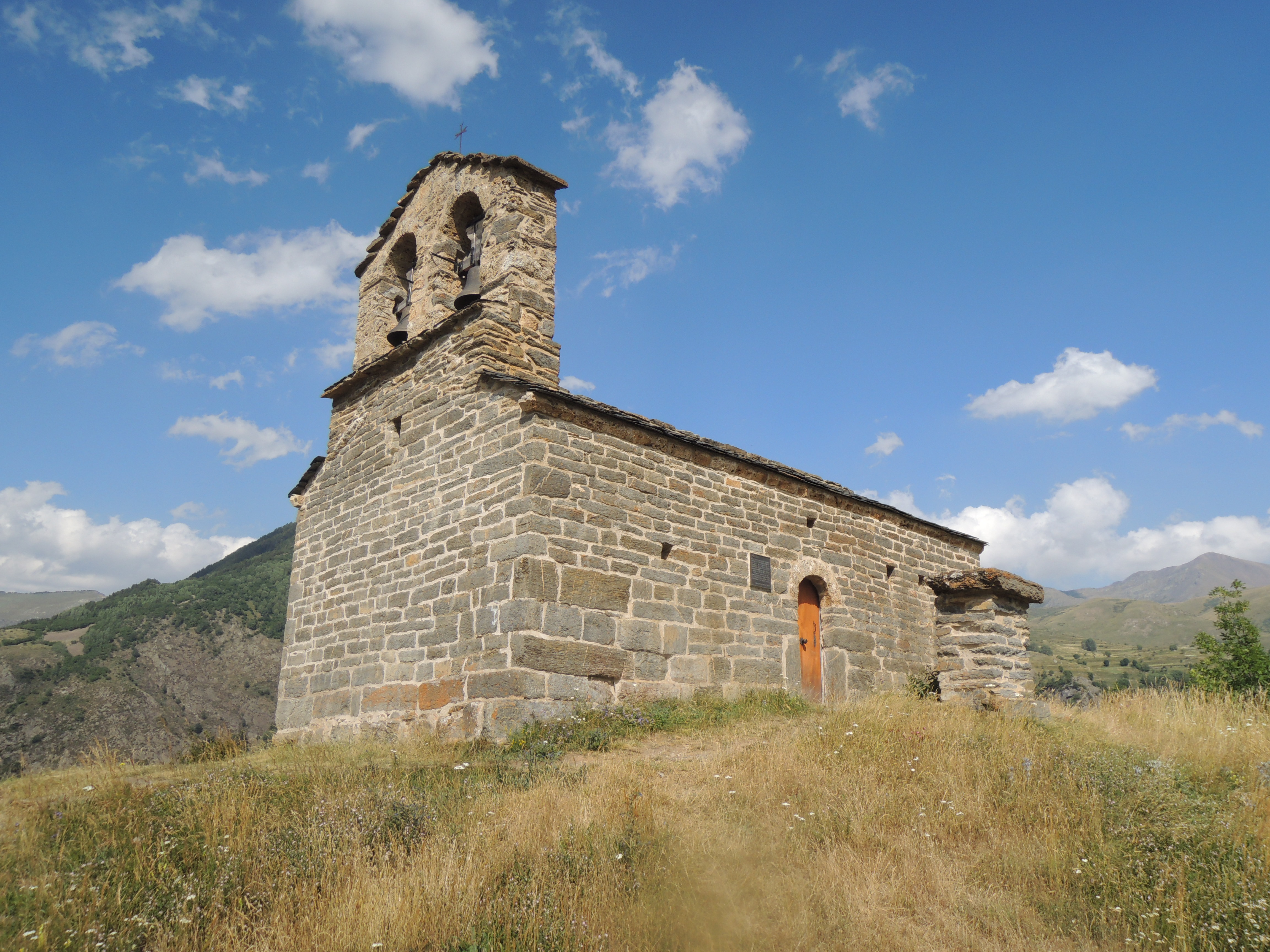
Ansicht von Südwesten

Die katholische Kapelle Sant Quirc in Durro, einem Ortsteil der Gemeinde Vall de Boí, gehört zu den neun romanischen Kirchen in der spanischen Autonomen Region Katalonien, die im Jahr 2000 von der UNESCO als Catalan Romanesque Churches of the Vall de Boí in die Weltkulturerbeliste aufgenommen wurden. Die Kapelle mit dem Patrozinium des heiligen Quiricus war bereits im Jahr 1992 zum Bé Cultural d’Interès Nacional (BCIN) (Kulturgut von nationaler Bedeutung) erklärt worden. Wie Durro besitzen oder besaßen auch die anderen Orte des Vall de Boí neben ihren Pfarrkirchen Ermitas (Kapellen) wie die Ermita Sant Salvador in Barruera, die Ermita Sant Cristófol in Erill la Vall, die Ermita Sant Pere in Boí oder die Ermita San Quirc in Taüll. Die Ermita Sant Quirc ist die einzige dieser Kapellen, die zum Weltkulturerbe erklärt wurde.

## Geschichte
Über die Entstehungszeit der in 1500 Metern Höhe gelegenen Kapelle gibt es keine schriftlichen Zeugnisse. Die erste Bauphase, die in das 12. Jahrhundert datiert wird, unterscheidet sich durch ein Mauerwerk aus sorgfältig behauenen und in regelmäßigen Reihen angeordneten Steinquadern von der zweiten Phase im 17./18. Jahrhundert, bei der unterschiedlich große und weniger bearbeitete Steine verwendet wurden. Im Jahr 1996 fand eine umfassende Renovierung der Kapelle statt.

## Architektur

### Außenbau
Wie die Kirche Santa Maria im Ortsteil Cardet besitzt die Ermita Sant Quirc statt eines Glockenturmes einen Glockengiebel (espadaña), der in barocker Zeit über der Westfassade errichtet wurde und der von zwei rundbogigen Öffnungen durchbrochen ist. In die ansonsten schmucklose und ungegliederte Fassade ist oben ein Rundfenster eingeschnitten. Ein weiteres, kleineres Rundfenster befindet sich an der Ostwand des Langhauses. Die Apsis weist als einzigen Dekor ein profiliertes Gesims unter dem Dachansatz auf und in der Mitte ein schmales, schießschartenartiges Fenster. Sie wird wie das Satteldach des Langhauses von Steinplatten gedeckt. In der Südseite der Kapelle öffnet sich ein von Wölbsteinen gerahmtes Rundbogenportal.

### Innenraum
Der Innenraum, der im 17./18. Jahrhundert im Stil des Barock umgestaltet wurde, besteht aus einem einzigen Schiff und einer halbrunden Apsis im Osten, die durch einen barocken Altar verdeckt wird. Das Langhaus wird von einem leicht zugespitzten Tonnengewölbe gedeckt, das in nachromanischer Zeit eingezogen wurde.

## Antependium
Vor dem barocken Altar ist die Kopie eines Antependiums zu sehen. Das Original wird in das frühe 12. Jahrhundert datiert und im Museu Nacional d’Art de Catalunya (MNAC) in Barcelona aufbewahrt. Das Antependium besteht aus Holz, die Szenen mit der Darstellung des Kirchenpatrons Quiricus und seiner Mutter Julitta sind in Temperamalerei aufgebracht. In der Mitte ist Julitta dargestellt, die von einer Mandorla umgeben wird und, ähnlich einer Madonna mit Kind, ein Szepter in der Hand und ihren Sohn Quiricus im Arm hält. Rechts und links der Mandorla sind ihre Namen zu lesen. Die vier kleineren Szenen schildern ihr Martyrium. Das Antependium wird umgeben von einem mit geometrischen Motiven verzierten Rahmen.

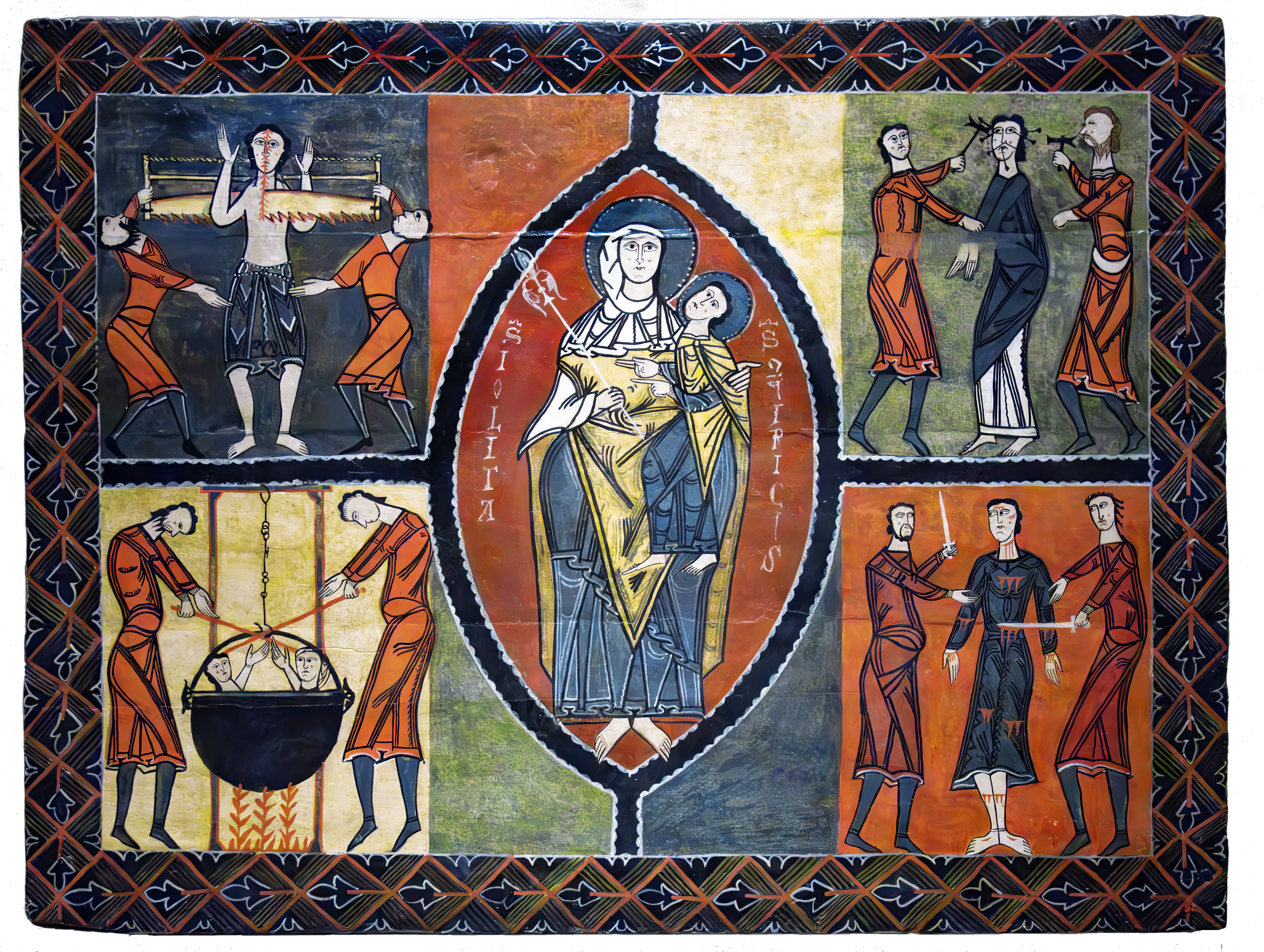
Antependium
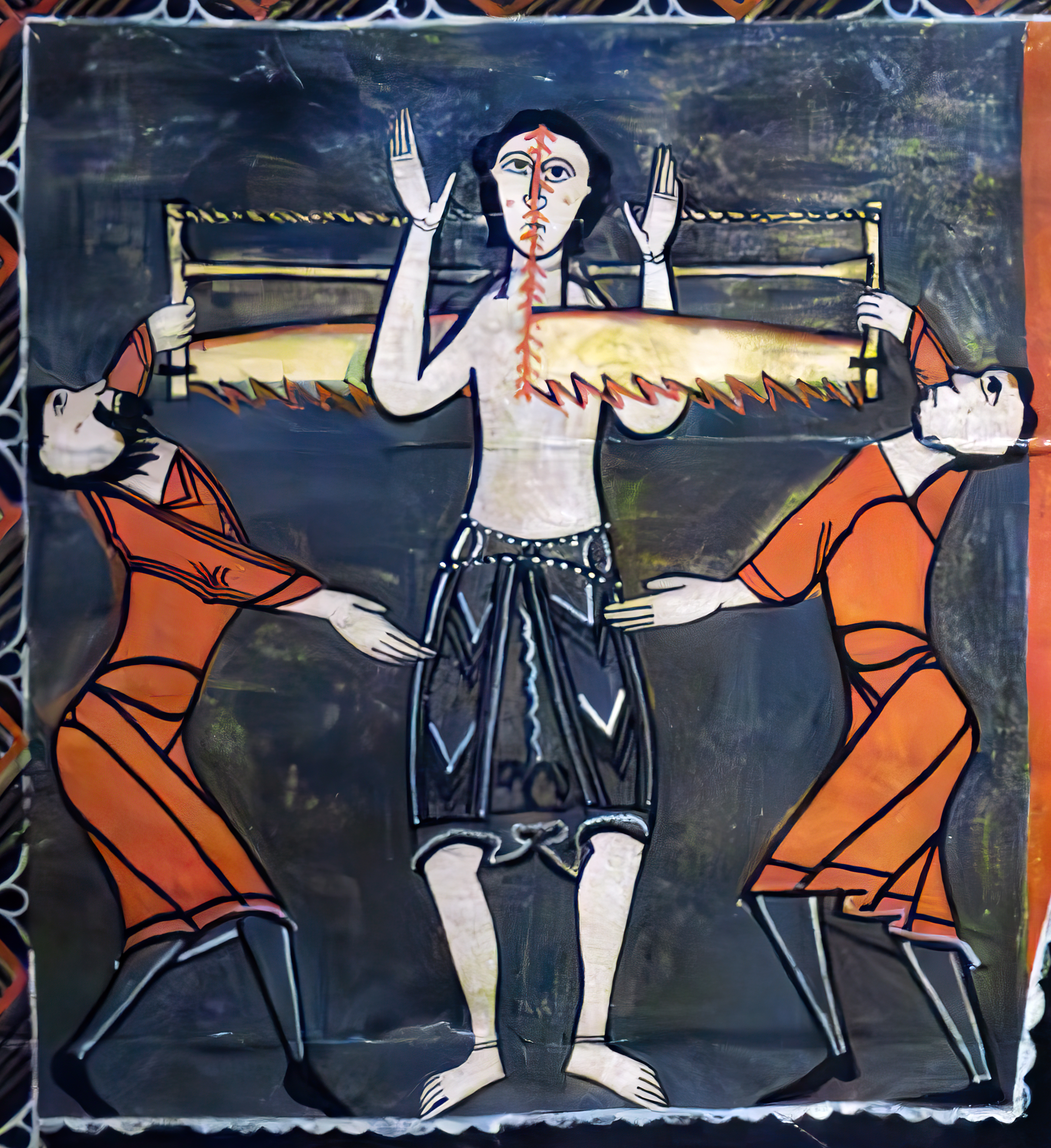
Marterszene
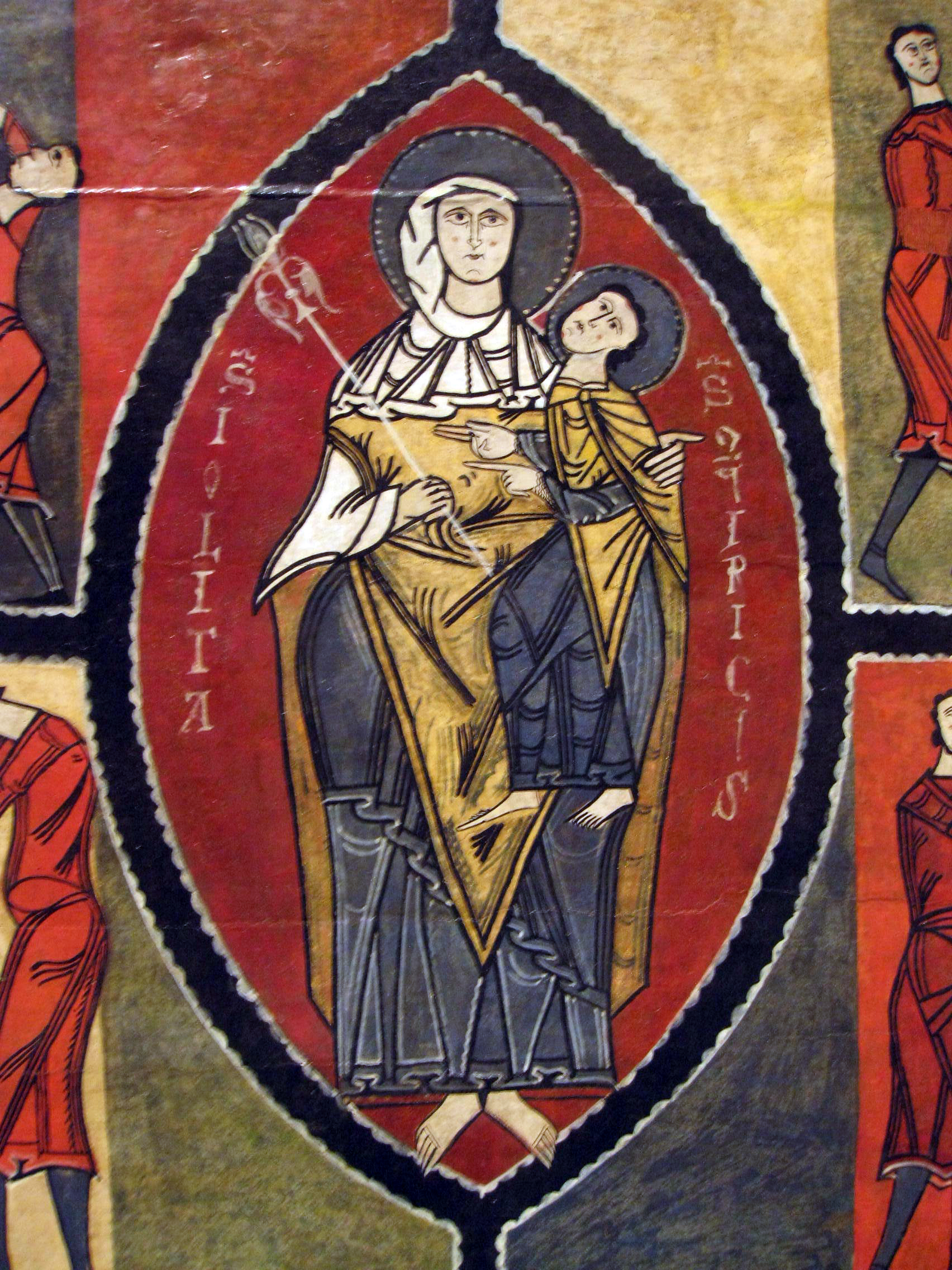
Julitta und Quiricus
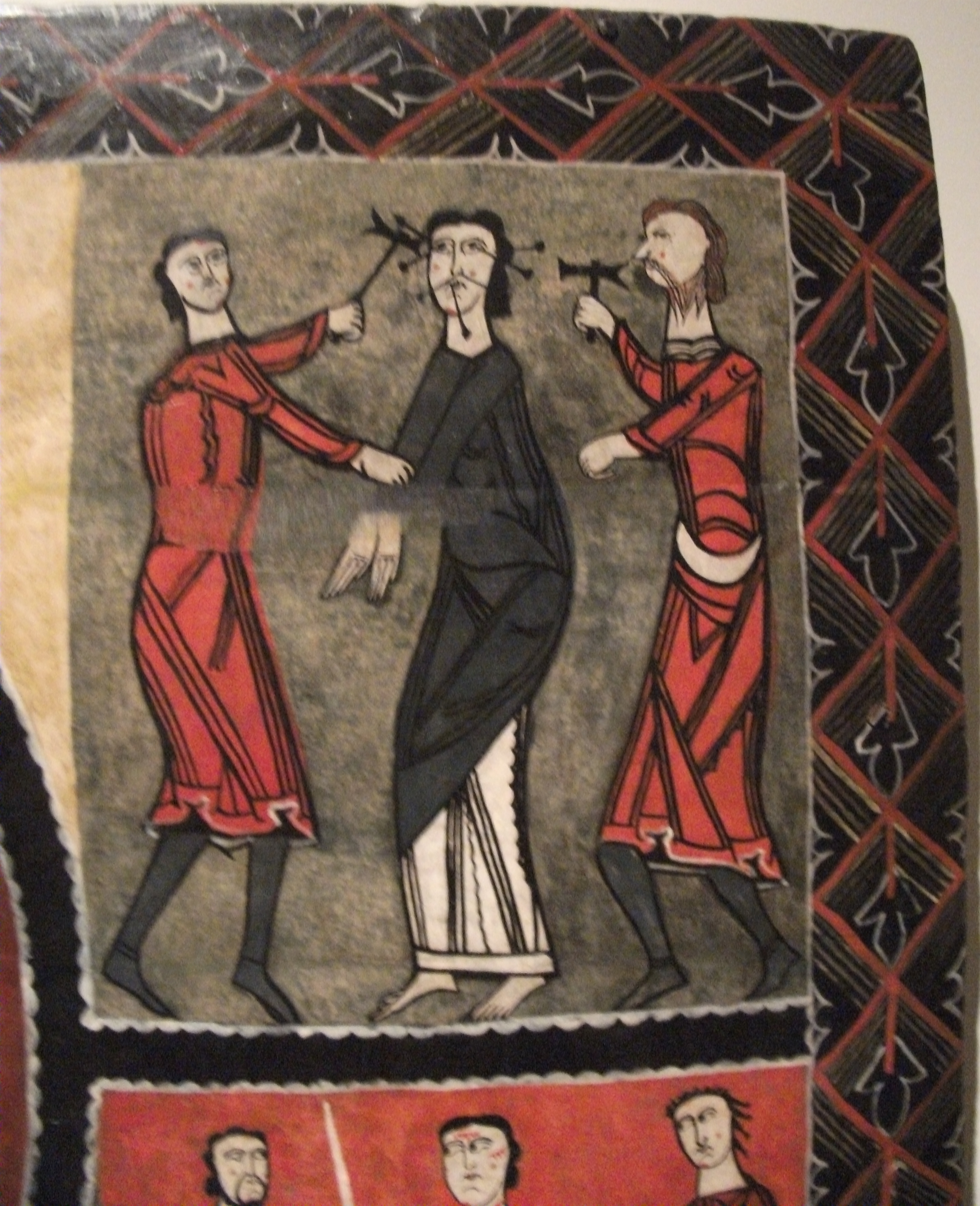
Marterszene